# Масон, Иванн
Ива́нн Масо́н (фр. Yvann Maçon; родился 1 октября 1998 года, Бе Мао, Гваделупа) — гваделупский и французский футболист, защитник французского клуба «Сент-Этьен».

## Клубная карьера
Выступал за французский клуб «Дюнкерк». 31 января 2020 года подписал профессиональный контракт с «Сент-Этьеном». 9 декабря 2020 года дебютировал в основном составе «Сент-Этьена» в матче французской Лиги 1 против «Монпелье».

## Карьера в сборной
В 2016 году Масон провёл три матча в составе сборной Гваделупы до 20 лет в рамках квалификационного турнира к чемпионату КОНКАКАФ среди команд до 20 лет, сделав хет-трик в последней игре против сборной Теркса и Кайкоса. В октябре 2020 года провёл два матча в составе сборной Франции до 21 года.